# Antoni Pospieszalski
Antoni Nikodem Pospieszalski vel Edward Ewert vel Anthony Currie, pseud. „Rosomak”, „Łuk”, „Profesor”, „Trepka” (ur. 10 listopada 1912 w Berlinie, zm. 12 marca 2008 w Londynie) – polski dziennikarz, eseista i filozof, cichociemny.

## Życiorys

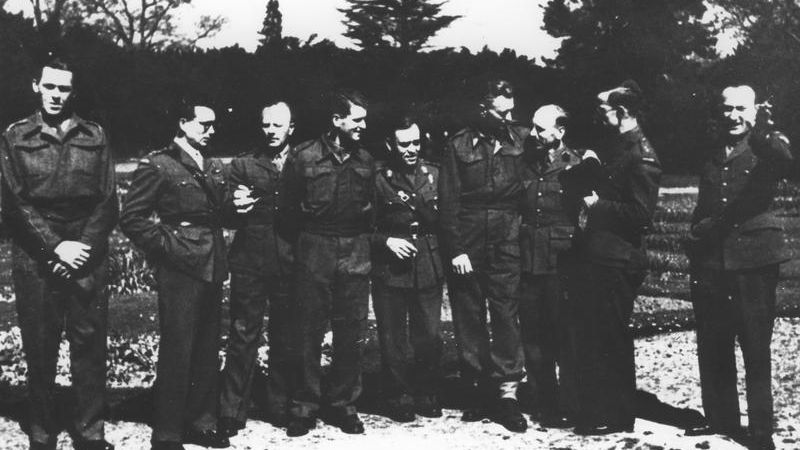
Grupa instruktorów cichociemnych od lewej stoją: por. Mieczysław Różański, kpt. Maksymilian Kruczała, por. Eugeniusz Janczyszyn, ppor. Jerzy Zubrzycki, por. Aleksander Ihnatowicz, mjr Józef Hartman, Jan Kazimierski, por. Antoni Pospieszalski, ppłk Stefan Piotrowski.

Pochodził z mieszanej rodziny, ojciec Marian Antoni Pospieszalski był polskim architektem, matka Helena Meiners (1881–1979) była Niemką. W 1919 wraz z rodziną wrócił do Poznania. W 1934 ukończył polonistykę na Uniwersytecie w Poznaniu. Uczestnik kampanii wrześniowej, w tym bitwy nad Bzurą jako plutonowy 17 Dywizji Piechoty. Ranny, dostał się do niewoli. Zbiegł z obozu jenieckiego. Następnie służył w sformowanej w Wielkiej Brytanii 1 Brygadzie Spadochronowej generała Sosabowskiego.

## Cichociemny
Zgłosił się ochotniczo do działalności w Polsce, został przeszkolony w łączności oraz dywersji i od 12 stycznia 1942 r. był instruktorem cichociemnych m.in. w obszarze radiotelegrafii w Audley End.
Zrzucony do Polski w operacji „Freston”, w nocy z 26 na 27 grudnia 1944, w okolicach Bystrzanowic, jako Anthony Currie (pod nazwiskiem żony), tłumacz i oficer łącznikowy brytyjskiej misji wojskowej SOE. Jej celem było nawiązanie kontaktu z dowództwem AK oraz „ułatwienie kontaktów z Armią Czerwoną”. Razem z nim zrzucono czterech Brytyjczyków.
3 stycznia 1945 r. grupa spotkała się z dowódcą AK, cichociemnym gen. Leopoldem Okulickim ps. „Niedźwiadek”; obecny był także cichociemny płk Roman Rudkowski. 17 stycznia 1945 r. członków misji aresztowało sowieckie NKWD; 20 marca 1945 r. powrócili do Londynu.
Po wojnie pracował jako nauczyciel w Anglii (m.in. w latach 1945–1948 prowadził w Szkocji Wojskowy Kurs Gimnazjalny). Działacz emigracyjny i dziennikarz, m.in. sekcji polskiej BBC (1952–1975) i centrali BBC (podczas II soboru watykańskiego).
Współpracownik paryskiej „Kultury”, gdzie publikował cykl felietonów pt. „O religii bez namaszczenia”, wydany później w Polsce jako książka. W swojej twórczości krytycznie oceniał działania papieża Jana Pawła II. Był ponadto członkiem redakcji „Pamiętnika Literackiego”. Jego teksty publikowały też m.in. londyńskie „Wiadomości”, „Aneks”, „The Tablet”, „The Month”. Podpisał list pisarzy polskich na Obczyźnie, solidaryzujących się z sygnatariuszami protestu przeciwko zmianom w Konstytucji Polskiej Rzeczypospolitej Ludowej (List 59).
Mieszkał w Londynie, gdzie zmarł 12 marca 2008 roku.
Antoni Pospieszalski był bratem Stanisława Pospieszalskiego, stryjem Jana, Marcina i Mateusza Pospieszalskich.

## Odznaczenia
- Krzyż Srebrny Orderu Virtuti Militari[5][6] nr 13644[7]
- Krzyż Komandorski Orderu Odrodzenia Polski
- Medal za Odwagę w Sprawie Wolności (29 lipca 1947)[8]

## Twórczość
- Wiara szukająca zrozumienia (Polska Fundacja Kulturalna, Londyn 1985, ISBN 0-85065-140-9)
- O religii bez namaszczenia (NOMOS, Kraków 1997, ISBN 83-85527-47-8)

## Udział w publikacjach zbiorowych
- „Wiadomości” na emigracji. Antologia prozy 1940-1967 (oprac. Stefania Kossowska; Polska Fundacja Kulturalna, Londyn 1968)
- Dwa listy [w:] Zdzisław Kudelski, Spotkania z paryską „Kulturą” (Towarzystwo Opieki nad Archiwum Instytutu Literackiego w Paryżu - Oficyna Wydawnicza POMOST 1995, ISBN 83-86907-01-0)
- O religii bez namaszczenia [w:] Jerzy Giedroyc. Redaktor. Polityk. Człowiek (Towarzystwo Opieki nad Archiwum Instytutu Literackiego w Paryżu - Wydawnictwo UMCS 2001; zebrał, do druku przygotował i wstępem poprzedził Krzysztof Pomian; ISBN 83-227-1783-0)